# Gloggnitz
Gloggnitz – miasto w Austrii, w kraju związkowym Dolna Austria, w powiecie Neunkirchen. Według Austriackiego Urzędu Statystycznego liczyło 5 983 mieszkańców (1 stycznia 2014).